# Супутникова криза

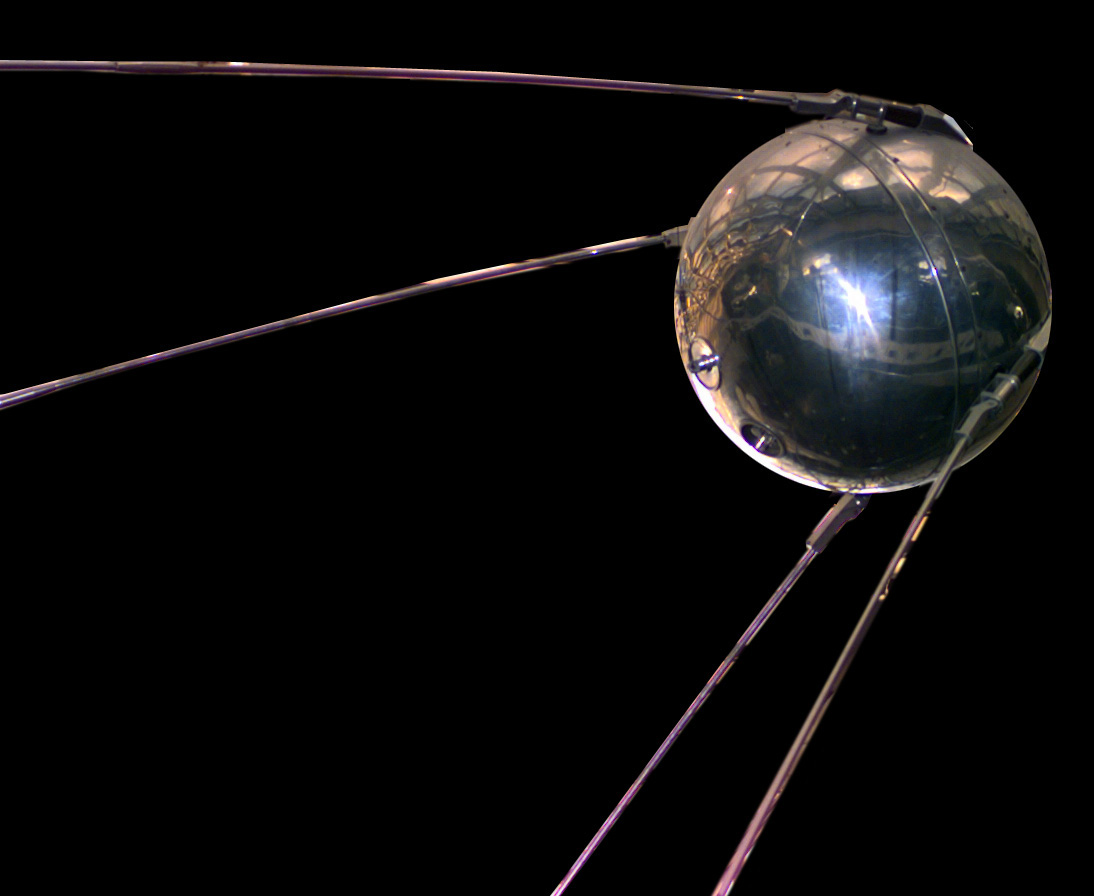
Репліка Супутника 1

«Супутникова криза» ― період суспільного страху та занепокоєння в західних країнах щодо передбачуваного технологічного розриву між Сполученими Штатами та Радянським Союзом, спричиненого запуском Радянським Союзом «Супутника-1», першого у світі штучного супутника. Ця криза стала важливою подією холодної війни, яка спровокувала створення НАСА та космічну гонку між двома наддержавами. Супутник-1 був запущений 4 жовтня 1957 року з космодрому Байконур. Це викликало кризову реакцію в загальнонаціональних газетах, таких як The New York Times, яка згадувала про супутник у 279 статтях між 6 та 31 жовтня 1957 року (понад 11 статей на день).

## Фон
На початку 1950-х років польоти розвідувального літака Lockheed U-2 над Радянським Союзом дали розвідувальну інформацію про те, що США мають перевагу в ядерному потенціалі. Однак розрив в освіті було виявлено, коли дослідження, проведені між 1955 і 1961 роками, показали, що Радянський Союз готує в два-три рази більше науковців на рік, ніж США. Запуск і орбіта «Супутника-1» свідчать про те, що Радянський Союз зробив значний стрибок у технологічному розвитку, що було витлумачено як серйозна загроза національній безпеці США, що спонукало США робити значні федеральні інвестиції в дослідження та розробки, освіту та національну безпеку. Ракета Juno I, на якій був розміщений перший американський супутник Explorer 1, була готова до запуску в 1956 році, але факт був засекречений і невідомий громадськості. Армійську ракетуPGM-19 Jupiter, на основі якої було створено Juno, було відкладено на полицю за наказом міністра оборони Чарлза Ервіна Вілсона через конкуренцію між підрозділами з PGM-17 Thor ВПС США.

## Запуск
Радянський Союз використовував технології міжконтинентальних балістичних ракет для запуску Супутника в космос, що дало їм одразу дві пропагандистські переваги перед США: можливість відправити супутник на орбіту та підтвердити дальність своїх ракет. Це довело, що Радянський Союз мав ракети, здатні відправити ядерну зброю до Західної Європи та навіть Північної Америки. Це була найбільш безпосередня загроза, яку становив Супутник-1. Сполучені Штати, земля з історією географічної безпеки від європейських воєн через свою віддаленість, раптом здалися вразливими.
Причиною кризи із супутником стало те, що радянська влада не опублікувала фотографію Супутника протягом п'яти днів після запуску. До того часу його зовнішній вигляд залишався для американців загадкою. Іншим фактором була його вага 83,6 кг, порівняно з планами США запустити супутник вагою 9,8 кг. Ця радянська заява здалася обурливою багатьом американським чиновникам, які сумнівалися в її точності. Американські ракети тоді мали 150 000 фунт-сил (670 000 Н) тяги, і офіційні особи США припустили, що радянська ракета, яка запустила Супутник у космос, мала тягу 200 000 фунт-сил (890 000 Н) тяги. Насправді ракета Р-7, яка запустила Супутник-1 у космос, мала майже 1 000 000 фунт-сил (4 400 000 Н) тяги. Усі ці фактори сприяли уявленню американців про те, що вони значно відстали від Радянського Союзу в розвитку космічних технологій.
Через кілька годин після запуску Астрономічний факультет Університету Іллінойсу в Урбані-Шампейн встановив спеціальний інтерферометр для вимірювання сигналів із супутника. Дональд Б. Гілліс і Джим Снайдер запрограмували комп'ютер ILLIAC I для розрахунку орбіти супутника на основі цих даних. Програмування та розрахунок було завершено менш ніж за два дні. Швидка публікація ефемерид (орбіти) в журналі Nature протягом місяця після запуску супутника допомогла розвіяти деякі страхи, викликані запуском Супутника. Однак, за словами радянського вченого, «Супутник» не був частиною організованих спроб домінувати в космосі.
Успішний запуск «Супутника-1», а потім подальша невдача перших двох спроб запуску проекту «Венгард» значно підсилили уявлення США про загрозу з боку Радянського Союзу, яка існувала з початку «холодної війни» після Другої світової війни. Та сама ракета, яка запустила Супутник, могла б відправити ядерну боєголовку в будь-яку точку світу за лічені хвилини, що позбавило б континентальні Сполучені Штати їхнього океанського захисту. Радянський Союз продемонстрував цю здатність 21 серпня льотними випробуваннями ракети-носія Р-7 на відстань 6000 км. П'ятьма днями пізніше ТАСС оголосив про цю подію та широко висвітлив в інших ЗМІ.

## Реакція Ейзенхауера
Через п'ять днів після запуску першого в світі штучного супутника «Супутник-1» президент США Дуайт Ейзенхауер звернувся до американського народу. Після того, як репортер запитав про занепокоєння щодо безпеки радянського супутника, Ейзенхауер сказав: «Тепер, що стосується самого супутника, це ні на йоту не викликає у мене побоювань».
Ейзенхауер навів аргумент, що Супутник був лише науковим досягненням, а не військовою загрозою чи зміною світової влади. Він вважав, що вага «Супутника» «не співмірна з чимось, що має велике військове значення, і це також було чинником для його розгляду в [належній] перспективі».
У 1958 році Ейзенхауер оголосив про три «суворі факти», з якими Сполученим Штатам необхідно було зіткнутися:
- Радянський Союз перевершив Америку та решту вільного світу в науково-технічних досягненнях у космосі.
- Якби Радянський Союз зберіг цю перевагу, він міг би використати це як засіб для підриву престижу та лідерства Америки.
- Якщо Радянський Союз першим досягне значної переваги у військовому потенціалі в космосі та створить дисбаланс сил, він може становити пряму військову загрозу для США[11].

Після цієї заяви Ейзенхауер сказав, що Сполученим Штатам необхідно відповідати на ці виклики з «винахідливістю та енергією». Президент також відзначив важливість освіти для росіян в їх недавньому науково-технічному прогресі та для відповіді Америки росіянам. Він зазначив: «Нам потрібні науковці в наступні десять років… уважно вивчіть навчальну програму та стандарти вашої школи. Тоді вирішуйте самі, чи відповідають вони суворим вимогам епохи, в яку ми вступаємо». Його здатність висловлювати впевненість щодо ситуації була обмежена, оскільки його впевненість ґрунтувалася на таємній розвідці, тому він не зміг придушити побоювання, що відбулася зміна влади між американцями та Радянським Союзом. Запуск Супутника-11 також вплинув на рейтинги Ейзенхауера в його опитуваннях, але зрештою він відновився.

## ЗМІ та політичні впливи

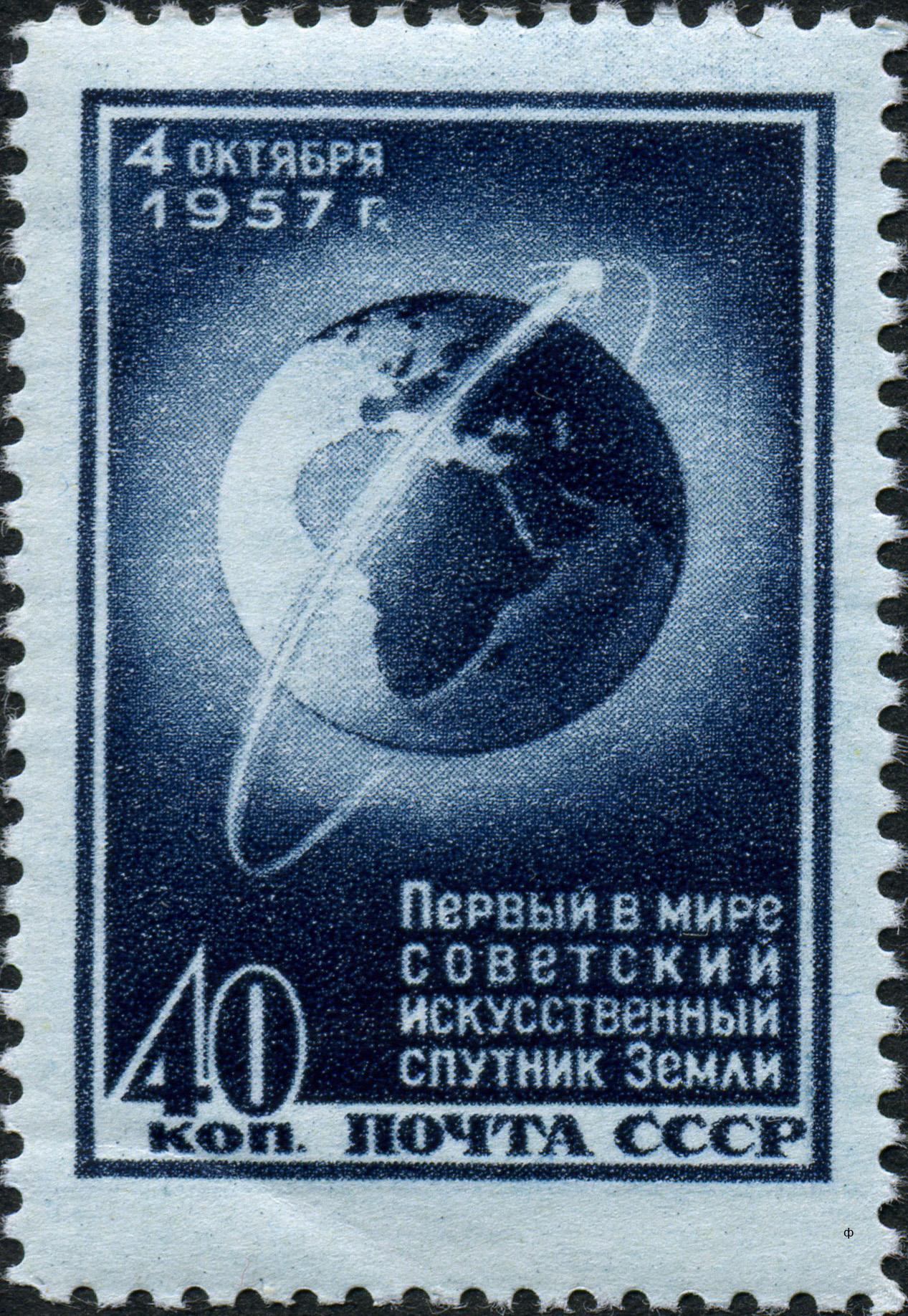
Радянська марка із зображенням орбіти супутника навколо Землі

ЗМІ розпалили моральну паніку, написавши сенсаційні матеріали про цю подію. У перший і другий дні після події The New York Times писала, що запуск Sputnik 1 став великим глобальним пропагандистським тріумфом та тріумфом престижу російського комунізму. Крім того, Фред Хечінгер, відомий американський журналіст і редактор з питань освіти, повідомив, що «не проходило й тижня без кількох телевізійних програм, присвячених освіті». Саме після того, як жителі Сполучених Штатів зазнали впливу безлічі новин, вони стали «нацією в шоці». ЗМІ не лише повідомили про стурбованість громадськості, а й створили істерику. Журналісти сильно перебільшили небезпеку радянського супутника заради власної вигоди. 9 жовтня 1957 року відомий письменник-фантаст і вчений Артур Кларк сказав, що в той день, коли «Супутник» облетів навколо Землі, США стали другосортною державою.
Політики використали цю подію, щоб підвищити свої рейтинги в опитуваннях. Дослідження та розробки використовувалися як інструмент пропаганди, і Конгрес витратив значні суми грошей на сприйману проблему технологічної нестачі США. Після запуску «Супутника-1» радники з національної безпеки переоцінили нинішню та потенційну ракетну потужність Рад, що викликало занепокоєння у Конгресу та виконавчої влади. Коли ці оцінки були опубліковані, Ейзенхауер був змушений розпочати прискорену ракетну гонку, щоб заспокоїти тих, хто стурбований безпекою Америки. Супутник спровокував Конгрес на дії щодо покращення позицій США в галузі науки.
Микита Хрущов, радянський лідер, розмірковував про цю подію, сказавши: «Завжди добре звучало у публічних виступах, що ми можемо вразити муху на будь-якій відстані нашими ракетами. Незважаючи на великий радіус ураження, спричиненого нашими ядерними боєголовками, все ще була необхідна висока точність — і цього було важко досягти». Тоді Хрущов заявив, що «наші потенційні вороги злякано здригаються». Політолог Семюель Любелл провів дослідження громадської думки про Супутник і не знайшов «взагалі жодних доказів будь-якої паніки чи істерії в реакції громадськості», що підтвердило, що це була паніка еліт, а не народу.

## Відповідь

### Сполучені Штати Америки
Через тиждень після запуску Супутника, ми викопувалися з цієї лавини грошей, яка раптово зійшла.— Джон Джеффріс, Висотна обсерваторія, 1957
Запуск спонукав низку ініціатив США, починаючи від оборони та закінчуючи освітою. Підвищений акцент був зроблений на проекті ВМС США Vanguard з виведення американського супутника на орбіту. Відновився інтерес до існуючої програми Explorer, яка вивела на орбіту перший американський супутник 31 січня 1958 року У лютому 1958 року Ейзенхауер дозволив створити Агентство перспективних дослідницьких проектів, яке пізніше було перейменовано на Defense Advanced. Агентство дослідницьких проектів (DARPA) в рамках Міністерства оборони (DoD) для розробки нових технологій для армії США. 29 липня 1958 року він підписав Національний акт про аеронавтику та космос, створення NASA.
Менш ніж через рік після запуску Супутника Конгрес прийняв Закон про національну оборонну освіту (NDEA). Це була чотирирічна програма, яка влила мільярди доларів у систему освіти США. У 1953 році уряд витратив 153 мільйона доларів, а коледжі брали 10 мільйонів доларів цього фінансування, але до 1960 року сукупне фінансування зросло майже в шість разів завдяки NDEA. Після початкового шоку громадськості почалася космічна гонка, яка призвела до першої людини, запущеної в космос, проекту «Аполлон», і перших людей, які висадилися на Місяць у 1969 році.
Під час кампанії у 1960 році щодо ліквідації «ракетного розриву» , наступник Ейзенхауера, Джон Ф. Кеннеді, пообіцяв розгорнути 1000 ракет Minuteman. Це було набагато більше міжконтинентальних балістичних ракет, ніж у радянської влади на той час. Хоча Кеннеді не підтримував масштабну програму пілотованого космосу США, коли він був у Сенаті США під час терміну Ейзенхауера, реакція громадськості на запуск Радянським Союзом першої людини на орбіту Юрія Гагаріна 12 квітня 1961 року спонукала Кеннеді до підвищити ставки космічної гонки, поставивши за мету висадку людей на Місяць. Кеннеді стверджував: «Якщо Радянський Союз контролює космос, він може контролювати землю, як у минулі століття нація, яка контролювала моря, панувала над континентами». Ейзенхауер не погоджувався з метою Кеннеді і називав її «трюком». Кеннеді приватно визнав, що космічна гонка була марною тратою грошей, але він знав, що наляканий електорат принесе користь. Космічні перегони мали на меті менше свою внутрішню важливість, а більше престиж і заспокоєння громадськості.
Супутникова криза спровокувала американське прагнення повернути лідерство в дослідженні космосу від Радянського Союзу, і це підживило їх прагнення висадити людей на Місяць. Американські офіційні особи на той час мали різні думки, одні реєстрували тривогу, а інші відхиляли супутник. Джеральд Форд, представник Республіканської партії США з Мічигану, заявив: «Нас, жителів Середнього Заходу, іноді називають ізоляціоністами. Я не згоден з міткою; але ніде не може бути ізоляціоністів, коли термоядерна боєголовка може спалахнути з космосу на гіперзвуковій швидкості, щоб досягти будь-якої точки на Землі через кілька хвилин після запуску». Колишній контр-адмірал США Роусон Беннетт, керівник військово-морських операцій, заявив, що «Супутник» — це «кусок заліза, який може запустити майже кожен».
Супутникова криза також спричинила суттєві зміни в науковій політиці США, що забезпечило значну частину основи для сучасних академічних наукових досліджень. Астроном Джон Джеффріс з High Altitude Observatory у 1957 році згадав, що вона отримувала фінансування переважно від філантропів. «Через тиждень після запуску Супутника, ми викопувалися з тієї лавини грошей, яка раптово обрушилася від федерального уряду», сказав він. До середини 1960-х NASA забезпечувало майже 10 % федеральних коштів на наукові дослідження.
Подальше розширення було здійснено у фінансуванні та дослідженнях космічної зброї та протиракетної оборони у формі пропозицій протибалістичних ракет. Було започатковано освітні програми, щоб виховати нове покоління інженерів, і значно збільшилася підтримка наукових досліджень. Конгрес збільшив асигнування Національного наукового фонду (NSF) на 1959 рік до 134 мільйонів доларів, майже на 100 мільйонів доларів більше, ніж роком раніше. До 1968 року бюджет NSF становив майже 500 мільйонів доларів.
За словами Марі Торстен, американці відчули «техно-іншу порожнечу» після супутникової кризи і все ще висловлюють бажання отримати «інший Sputnik» для стимулювання освіти та інновацій. У 1980-х рр. підйом Японії (як її автомобільної промисловості, так і комп'ютерного проекту 5-го покоління) сприяв роздмуху побоювань щодо «технологічного розриву» з Японією. Після супутникової кризи лідери використовували «доктрину благоговіння», щоб організувати навчання «навколо єдиної моделі національної безпеки освіти, де математика та природничі науки слугували перевагою в науці та техніці, іноземні мови та культури для потенційного шпигунства, а історія та гуманітарні науки для національне самовизначення». Керівники США не змогли так ефективно використати імідж Японії, незважаючи на те, що в ній представлені суперрозумні студенти та сильна економіка.

### Сполучене Королівство
У Великобританії запуск першого супутника викликав здивування в поєднанні з піднесенням від початку космічної ери. Це також було нагадуванням про зниження світового впливу Британської імперії. Незабаром криза стала частиною ширшого наративу холодної війни. The Daily Express передбачив, що «результатом стане нова спроба [США] наздогнати і обійти росіян у сфері дослідження космосу. Ніколи не сумнівайтеся ні на мить, що Америка досягне успіху». Криза сприяла підписанню Угоди про взаємну оборону США та Великобританії 1958 року.

### Книги
- Bruccoli, Matthew J.; Bondi, Victor; Baughman, Judith (1994). Layman, Richard; Tompkins, Vincent (ред.). American Decades: 1950–1959 (англ.). Т. 6. Detroit: Gale Research. ISBN 0-810-35727-5.
- Burrows, William E. (1999). This New Ocean: The Story of the First Space Age (англ.). New York: The Modern Library. ISBN 978-0-375-75485-2.
- Brzezinski, Matthew (2007). Red Moon Rising : Sputnik and the Hidden Rivalries that Ignited the Space Age (англ.). New York: Times Books. ISBN 9780805081473.
- Cadbury, Deborah (2006). Space Race: The Epic Battle Between America and The Soviet Union for Dominion of Space (англ.). New York: Harper Collins Publishers. ISBN 978-0-06-084553-7.
- Chaikin, Andrew (1994). A Man on the Moon: The Voyages of the Apollo Astronauts (англ.). New York: Viking. ISBN 0-670-81446-6.
- Crompton, Samuel (2007). Sputnik/Explorer 1 : The Race to Conquer Space (англ.). New York: Chelsea House. ISBN 9780791093573.
- Dickson, Paul (2003). Sputnik: The Shock of the Century (англ.). New York: The Berkley Publishing Group. ISBN 0-425-18843-4.
- Hardesty, Von; Eisman, Gene (2007). Epic Rivalry: The Inside Story of the Soviet and American Space Race (англ.). Foreword by Sergei Krushchev. Washington, D.C: National Geographic. ISBN 9781426201196.
- Neufeld, Michael J. (2007). Von Braun: Dreamer of Space, Engineer of War (англ.). New York: Alfred A. Knopf. ISBN 978-0-307-26292-9.
- Ordway III, Frederick I.; Sharpe, Mitchell (2007). The Rocket Team (англ.). Burlington, Ontario: Apogee Books. ISBN 978-1-894959-82-7.
- Roman, Peter (1995). Eisenhower and the Missile Gap (англ.). Ithaca, N.Y: Cornell University Press. ISBN 0801427975.
- Schefter, James (1999). The Race: The Uncensored Story of How America Beat Russia to the Moon (англ.). New York: Doubleday. ISBN 0-385-49253-7.
- Siddiqi, Asif A. (2003). Sputnik and the Soviet Space Challenge (англ.). Gainesville: University of Florida Press. ISBN 0-8130-2627-X.
- Spitzmiller, Ted (2006). Astronautics: A Historical Perspective of Mankind's Efforts to Conquer the Cosmos (англ.). Т. Book 1 — Dawn of the Space Age. Burlington, Ontario: Apogee Books. ISBN 978-1-894959-63-6.
- Thorsten, Marie (2012). Superhuman Japan: Knowledge, Nation and Culture in US-Japan Relations (англ.). Oxon, UK: Routledge. ISBN 978-0-415-41426-5.

### Інші онлайн-ресурси
- DeNooyer, Rushmore (6 листопада 2007). Sputnik Declassified. NOVA (Transcript)  (англ.). PBS. Архів оригіналу за 9 жовтня 2012.
- July 29: NASA Created. This Day in History (англ.). New York: History Channel. 2012. Архів оригіналу за 8 жовтня 2012.
- October 4: Sputnik launched. This Day in History (англ.). New York: History Channel. 2012. Архів оригіналу за 9 жовтня 2012.
- Launius, Roger D. (2005). Sputnik and the Origins of the Space Age. Sputnik and The Dawn of the Space Age (англ.). Washington, D.C.: NASA. Архів оригіналу за 17 вересня 2012.